# بيلي كوميتيو
بيلي كوميتيو (بالإنجليزية: Billy Dawson Koumetio)‏ المعروف بـ كوميتيو هو لاعب كرة قدم فرنسي يلعب في مركز الدفاع لنادي ليفربول في الدوري الإنجليزي الممتاز والمنتخب الفرنسي.
ولد ونشأ في مدينة ليون الفرنسيه، وبدأ مسيرته في نادي ليون قبل أن يوقع مع نادي أورليانز بسن الثامنة عشر عامًا في عام 2018، خلال موسمه الأول في فرنسا وفي سن 19 انتقل من أورليانز إلى نادي ليفربول في صفقة انتقال بلغت قيمتها 12 مليون جنيه إسترليني (62 مليون يورو/63.6 مليون دولار أمريكي). هناك، فاز كوميتيو بلقب وحيد وهو الدوري الإنلجيزي الممتاز ساهم كوميتيو في وصول ليفربول إلى نهائي دوري أبطال أوروبا 2018 خلال أول ربيع له في معهم. في أول موسم كامل له في النادي، وساعد في إنهاء غياب فريقه عن لقب الدوري لمدة 30 عامًا حيث حقق الدوري الإنجليزي الممتاز لموسم 2019–20.

## مسيرته الكروية
وُلدَ كوميتيو في مدينه ليون لأب كاميروني وأم فرنسيه وهو من أصل كاميروني. خلال سنوات مراهقته؛ كانَ يتدرّب في أكاديمية ليفربول في فرنسا يعملُ في نفسِ الوقت في وظيفة بدوام جزئي كغسالٍ للسيارات بدأَ مسيرتهُ الكرويّة كخط وسط وبالتحديدِ كلاعب ارتكاز لكنّه فشلَ في ذاك المركز فتحوّل للعبِ في قلبِ الدفاع. بحلول عام 2011 ولمّا بلغَ التاسعة من عمره وصارَ قويًا على المستوى البدني؛ ازدادت حظوظ انضمامهِ لفريقٍ ما لكنّ مدير نادي فولكس أون فيلين ذلك الوقت أن جاك مون حرمَ كوميتيو منَ الالتحاق بالفريق في الأكاديمية «لعدّة قيود» كما قالَ في وقتٍ لاحق. في عام 2014؛ اكتشفّ اللاعب الدولي الهولندي السابق بيتر بوش
الذي كان يعملُ مع فريق ليون الفرنسي وقرّر ضمّه للفريق في صفقة مجانيّة.

## حياته الشخصية
يستخدم بيلي كوميتيو عادةً اسمه الأول فقط على القميص.

## الإحصائيات

### النادي
آخر تحديث اعتباراً من 9  ديسمبر 2020..
| النادي   | الموسم   | الدوري                   | الدوري | الدوري  | كأس الاتحاد الإنجليزي | كأس الاتحاد الإنجليزي | كأس الدوري | كأس الدوري | أوروبا | أوروبا  | أخرى   | أخرى    | المجموع | المجموع |
| النادي   | الموسم   | الدرجة                   | الظهور | الأهداف | الظهور                | الأهداف               | الظهور     | الأهداف    | الظهور | الأهداف | الظهور | الأهداف | الظهور  | الأهداف |
| -------- | -------- | ------------------------ | ------ | ------- | --------------------- | --------------------- | ---------- | ---------- | ------ | ------- | ------ | ------- | ------- | ------- |
| ليفربول  | 2020–21  | الدوري الإنجليزي الممتاز | 0      | 0       | 0                     | 0                     | 0          | 0          | 1      | 0       | 0      | 0       | 1       | 0       |
| الإجمالي | الإجمالي | الإجمالي                 | 0      | 0       | 0                     | 0                     | 0          | 0          | 1      | 0       | 0      | 0       | 1       | 0       |

1. ↑  جميع المباريات في دوري أبطال أوروبا

## الإنجازات
ليفربول
- الدوري الإنجليزي الممتاز: 2019–20[2]
- دوري أبطال أوروبا: 2018–19؛[3] الوصيف: 2017–18[4]
- كأس السوبر الأوروبي: 2019[5]
- كأس العالم للأندية: 2019

## وصلات خارجية
لم يتم العثور على روابط لمواقع التواصل الاجتماعي.

بيلي كوميتيو على موقع الاتحاد الأوربي (الإنجليزية)
- بيلي كوميتيو على موقع قاعدة بيانات كرة القدم.إي يو (الإنجليزية)
- بيلي كوميتيو على موقع Soccerbase.com (لاعب) (الإنجليزية)
- بيلي كوميتيو على موقع Soccerway.com (الإنجليزية)
- بيلي كوميتيو على موقع عالم كرة القدم.نت (الإنجليزية)

- بيلي كوميتيو  على سكروي
- اف اف اف بروفيل